# Ben van Eysselsteijn
Ben van Eysselsteijn (Hellevoetsluis, 22 januari 1898 – Sliedrecht, 13 augustus 1973) was een Nederlands redacteur voor de Haagsche Courant en de Haagsche Post, schreef verder in verschillende genres waaronder proza (romans en detectives), poëzie en drama, onderwerpen waar hij zich mee bezighield waren kunst en toneelkritiek.
Van Eysselsteijn stond bekend om zijn bijzondere kennis van de wereldliteratuur, met name van de Duitse en de Oosterse literatuur (hij was nauw bevriend met Noto Soeroto). Hij wijdde boeken aan Anton Pieck, Fie Carelsen en E.T.A. Hoffmann. In opdracht van Unilever schreef hij De geschiedenis van de margarine (1957). Hij schreef het filmscenario van Veertig jaren, over het regeringsjubileum van koningin Wilhelmina (1938), wat gezien de vele aanpassingen die het moest ondergaan, strubbelingen opleverde. In de film Niet tevergeefs (1948) speelde Van Eysselsteijn zelf een figurantenrolletje als Feldwebel. Overigens werd hem vanwege zijn halfslachtige houding tegenover de Duitse bezetters in de Tweede Wereldoorlog (hij werd lid van de Kultuurkamer), na de oorlog korte tijd een publicatie- en spreekverbod opgelegd.
In 1948 werd hij ereburger van de gemeente Gieten. Voor zijn roman Verweerde stenen (1955) kreeg hij in 1956 als eerste de Culturele prijs van Drenthe. Hij noemde zichzelf 'Drent uit heimwee en verlangen'. Hij was een neef van de schrijfster Lidy van Eijsselsteijn.

## Werken
- Om 't hooge licht (1923)
- Van de bevrijding der ziel (1924)
- Het raadsel van den dertienden december (1926)
- De duivel op aarde (1931)
- Het Chineesche mysterie (1932, met Jan Campert)
- De vliegende feeks (1933)
- Romance in F-Dur (1934)
- Zeven fantomen (1934)
- Chateau de Bersac '12 (1935)
- De gendarm van Europa (1937)
- Tusschen Zuiderkruis en Poolster (1937)
- Dorre grond (1942)
- De dubbelganger (1944)
- Het verhaal van den robijn (1946)
- Naar breeder vlucht (1947)
- De terugkeer (1948)
- Fie Carelsen (1948)
- Bazuinen om Jericho (1950)
- Memento grazioso en andere gedichten (1951)
- Verweerde stenen (1955)
- De geschiedenis van de margarine (1957)
- Tussen eb en vloed (1961)
- Poort der genade (1964)
- Wie pleit voor Ayolt? (1969)
- Henriëtte L.T. de Beaufort. Een schrijfster en haar werk (1970)
- Paus Maan (1973)